# Yogini Joglekar
Yogini Joglekar (en maratí: योगिनी जोगळेकर, n. 6 de agosto de 1925 † f. 1 de noviembre del 2005 en Pune, Maharashtra) fue una famosa cantante de música clásica, escritora en lengua marathi y poetisa india.

## Carrera
Yogini nació en Pune en 1925 y completó su educación escolar en el BA. Empezó a trabajar como profesora entre 1948 a 1953. Ella hizo varios trabajos sociales a través del "Rashtrasevika Samiti". Tiene unos 116 libros escritos por ella misma de su propia autoría, en su haber incluye unas 50 novelas, 39 colección de cuentos y muchos otros como colección de poemas, poemas para niños y entre otras de sus obras. Entre sus novelas como "Ya sam Ha" en Bhaskarbuva Bakhale y "Ram Prahar" en la Ram Marathe, tienen una serie de reconocimientos.
Ella también estaba aprendiendo canto clásico a partir de los 8 años con Shankar Buva Ashtekar y luego con Ram Marathe. Interpretó temas musicales en marathi, para una película titulada "Pahili Manglagaur" como cantante de playback.

## Libros
1. Niragas  निरागस
2. Shilangan शिलांगण
3. Kunasathi Konitari कुणासाठी कुणीतरी
4. Jag जाग
5. Chaitannya  चैतन्या
6. Sakshatkar साक्षात्कार
7. Umala उमाळा
8. Chimakhade चिमखडे अर्थात बडबड गीते
9. Upahar उपहार
10. Swaha  स्वाहा
11. Nadbrhma नादब्रह्म
12. Paygun  पायगुण
13. Aaswad आस्वाद
14. Dahihandi दहीहंडी
15. Sharyat शर्यत
16. Shri Ganesha  श्रीगणेशा
17. Navi Vaat नवी वाट
18. Baplek बापलेक
19. Ashwath अश्वत्थ
20. Charuchi Aai चारूची आई[4]

## Artículos
1. Shravan[5]

## Canciones
1. मधुर स्वरलहरी या  Madhur Swar Lahari Ya
2. सखे बाई सांगते मी Sakhe Bai Sangate Mi
3. हरीची ऐकताच मुरली Harichi Aikatach Murali
4. हे सागरा नीलांबरा He Sagara Nilambara[6]

## Su muerte
En su memoria, su familia ha lanzado una fuente denominado Devnagari Unicode "Aksharyogini". Falleció el 1 de noviembre de 2005 a la edad de 80 años.